# Santa Helena, Maranhão
Santa Helena är en ort i Brasilien.   Den ligger i kommunen Santa Helena och delstaten Maranhão, i den nordöstra delen av landet, 1 500 km norr om huvudstaden Brasília. Santa Helena ligger 12 meter över havet och antalet invånare är 16 045.
Terrängen runt Santa Helena är mycket platt. Det finns inga andra samhällen i närheten.
Omgivningarna runt Santa Helena är en mosaik av jordbruksmark och naturlig växtlighet. Runt Santa Helena är det ganska glesbefolkat, med 21 invånare per kvadratkilometer.